# Xamdam Sobirov
Xamdam Bobomurodovich Sobirov (in uzbeco Хамдам Бобомуродович Собиров?; Navbakhor, 6 gennaio 1989) è un cantante uzbeko.

## Biografia
Sobirov, laureatosi al Toshkent san'at instituti, ha avviato la propria attività musicale nel 2011 dopo essere entrato nel trio Mango, rimasto attivo per cinque anni. Ha poi intrapreso la carriera da solista, lavorando per un periodo per il Ministero dell'interno, pubblicando due album in studio e guadagnando popolarità a partire dagli anni venti.
Tentakcham (2022), tratto dall'omonimo LP, ha riscosso ottimo successo nell'Asia centrale, divenendo a un certo punto la hit uzbeca più riprodotta di sempre su YouTube, con quasi 150 milioni di visite. Tale primato è stato poi superato dalla sua stessa Janze (2023), e in seguito da Ko'k jiguli (2024) di Ozoda.
È stato impegnato con una serie di concerti sia in patria che all'estero nel 2024, esibendosi all'Humo Arena di Tashkent nel mese di maggio e all'Ocean Theater di New York a novembre. È stato eletto l'artista uzbeko dell'anno da Yandex Music.

## Discografia

### Album in studio
- 2019 – Ichimda gaplar qolib ketti
- 2021 – Kapalagim
- 2022 – Tentakcham

### Singoli
- 2017 – Qiynama yuragim
- 2017 – Telbaman
- 2018 – Habiba
- 2019 – Osmonlarda
- 2019 – Baxtli bo'lolmadik
- 2020 – Oygul
- 2020 – Dunyo
- 2020 – Bugun seni to'ying
- 2020 – Navoiy City
- 2020 – Qora kapalak
- 2020 – Endi sen haqingda sherlar yozmayman
- 2020 – Qora qosh
- 2020 – Kutmoqdaman (con Shokhjahon)
- 2020 – Yuragimni olib ketdi
- 2020 – Mayli Yayra
- 2020 – Yomonda
- 2020 – Yurak (con Ziyoda)
- 2021 – Xolimga qara
- 2021 – Yigit
- 2021 – Musofir
- 2021 – Kapalagim
- 2021 – Darak ber
- 2021 – Bir tiyinga qimmat do'stlarim
- 2021 – Unutmayman (con Dilmurod Sultonov)
- 2021 – Sabriya (con Ozoda Nursaidova)
- 2021 – Yaxshi qol
- 2021 – Kuma janim
- 2021 – Maktabimda
- 2021 – O'zbek qizi (con Mirjon Ashrapov e Malik)
- 2021 – Alvido bolalik (feat. Malik & Mirjon Ashrapov)
- 2021 – Nega og'ritar dilim
- 2022 – Yengildim
- 2022 – Tentakcham
- 2022 – Tancuj (con Shaxri)
- 2022 – 20-mart
- 2022 – Yomg'ir (con Shaxri)
- 2022 – Xasta bo'lmang onam (con Azizbek Hamidov)
- 2022 – Ona qizim
- 2022 – Esla meni
- 2022 – Yaxshi ko'rsam nima qipti
- 2022 – Onaginam
- 2022 – Sumaya
- 2022 – Sumbula
- 2022 – Parixona (feat. Zohid)
- 2022 – Injiqqinam (con Xayrullo Abdimurodov)
- 2023 – Gavharim
- 2023 – Menga o'xshagani tug'Ilmaydi (con Mirjalol Nematov)
- 2023 – Qishloqqa qayt
- 2023 – Kelma (feat. Mirjon Ashrapov)
- 2023 – Birinchi sevgim
- 2023 – Popuri
- 2023 – Janze
- 2023 – Rayhon
- 2023 – Yuragimni yaraladi (feat. Gulinur)
- 2023 – Mayli kulaver (con Hilola Samirazar)
- 2023 – Qizil ko'ylak (feat. Rayhon)
- 2024 – Sevmagan kim bor (con Vohidjon Isoqov)
- 2024 – Daydib
- 2024 – Malohat
- 2024 – Kara go'zim (feat. Sevinch Ismoilova)
- 2024 – Chapan (feat. Mirjalol Nematov)
- 2024 – Nazira xolbo'tayeva
- 2025 – Yomg'irlar (con Jamshid Ximmatov)
- 2025 – Jagira
- 2025 – Onajon kechiring (feat. Mirjon Ashrapov)
- 2025 – Ippodrom (con Farrux Raimov)